# 1997 YR11
1997 YR11 är en asteroid i huvudbältet som upptäcktes den 30 december 1997 av den japanska astronomen Takao Kobayashi vid Ōizumi-observatoriet.